# Rory Morrison

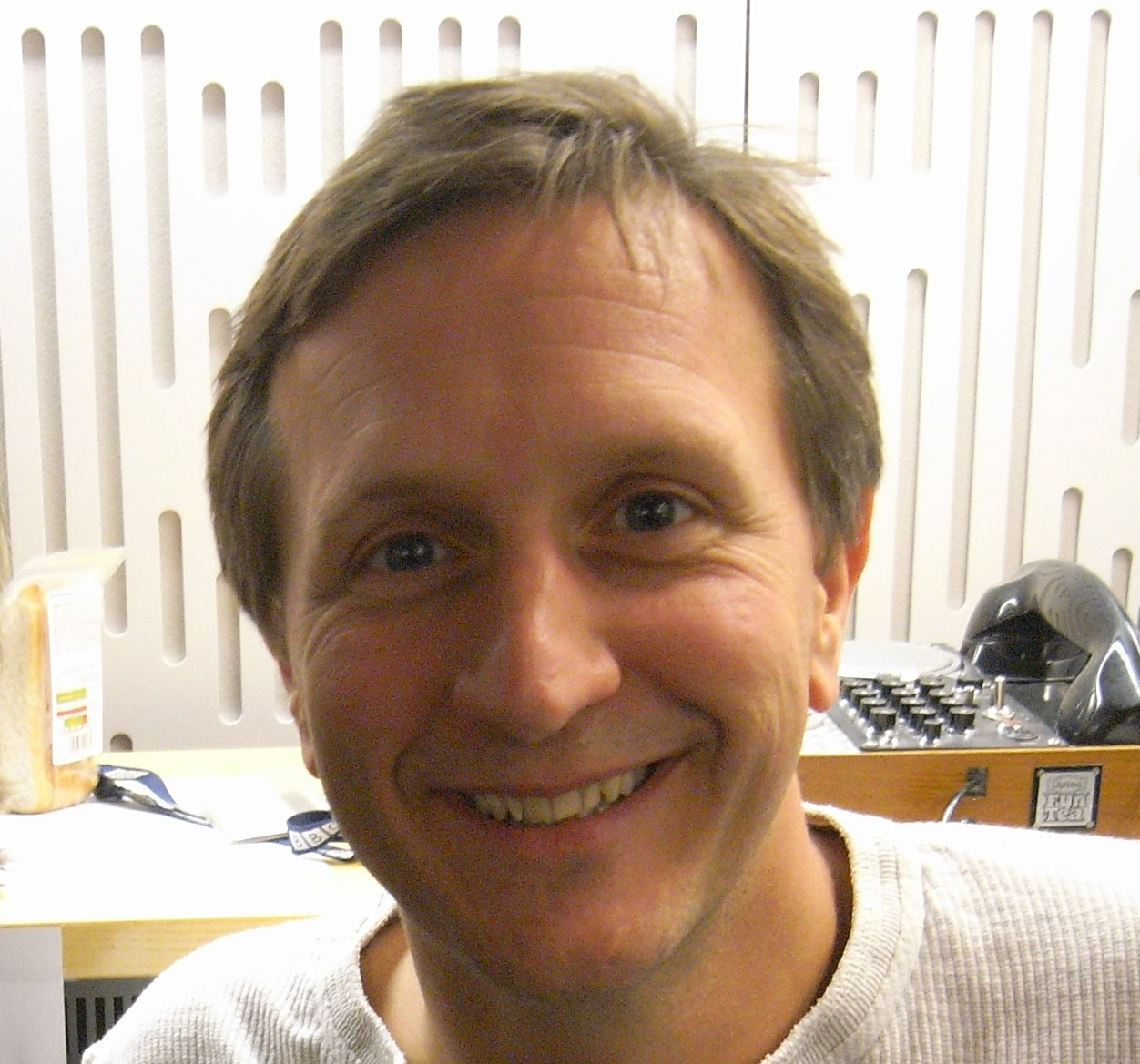
Rory Morrison

Rory Morrison (* 5. August 1964 in London, England; † 11. Juni 2013 in St Albans) war ein britischer Radiomoderator des Senders BBC Radio 4.

## Leben und Wirken
Rory Morrison wurde 1964 als erstes von drei Kindern von Anne und Bob Morrison in London geboren. Er wuchs in Malvern, Worcestershire auf und besuchte die Chase School und das Malvern College. 1986 machte Morrison einen Abschluss in Anglistik an der Durham University.
Seine Radiokarriere begann als Reisereporter und Moderator beim unabhängigen Lokalsender Beacon Radio, der in Shropshire, Wolverhampton und im Black Country gesendet wurde.
1990 begann Rory zunächst für das lokale Radio von BBC zu arbeiten. Er moderierte seine eigene Sendung auf BBC Radio Leeds und arbeitete auch für BBC Radio York und BBC Radio Cleveland. Danach arbeitete er für den British Forces Broadcasting Service.
Im April 1994 begann Rory Morrison als Radiosprecher für Radio 4 zu arbeiten. Später war er dort als Nachrichtensprecher tätig und machte regelmäßig bei The News Quiz mit.
1994 heiratete er die Journalistin Nikki Jenkins. Sie lernten sich während der Arbeit bei BBC Radio Leeds kennen. Die beiden wurden Eltern von zwei Kindern, Honor und Reuben.
2004 wurde bei Rory Morrison ein seltener Typ des Non-Hodgkin-Lymphoms diagnostiziert. Nach der Diagnose half er, für den Verband Lymphoma Association Spendengelder zu sammeln.
Im April 2008 nahm eine Gruppe von Radio 4-Nachrichtensprechern an einer Sendung des Radioprogramms Ramblings teil, während der sie durch die Landschaft in der Nähe des Schlosses Herstmonceux Castle liefen, um Geld für die Wohltätigkeitsorganisation zu sammeln.
Im Juni 2013 starb Rory Morrison im Alter von 48 Jahren an seiner Krebserkrankung in St Albans.